# 1988 في السودان
فيما يلي الأحداث التي وقعت خلال عام 1988 في السودان.

## سياسة
- تعرض السودان لعقوبات أميركية بسبب تخلفه عن سداد الديون.[1][2]

## كوارث طبيعية
- تجاوزت مناسيب نهر النيل في السودان معدلات أحد أعتى الفيضانات التي ضربت البلاد، حيث سجلت بالخرطوم 15.68متر مكعب مقارنة بـ 13.66 متراً لذاك العام.[3][4]

## ثقافة
- افتتاح أول مركز ثقافي إيراني في السودان، في عهد حكومة الصادق المهدي المنتخبة.[5]